# S Rio de Janeiro (S-13)
O S Rio de Janeiro (S-13) foi um submarino adquirido em 1973 para a Força de Submarinos da Marinha do Brasil. Deu baixa no serviço ativo em 1978.
O navio serviu a Marinha dos Estados Unidos com o nome de USS Odax (SS-484).